# جامعة القطب الشمالي
جامعة القطب الشمالي (UArctic) هي شبكة تعاونية دولية مقرها في المنطقة القطبية الشمالية، وتتألف من جامعات وكليات ومنظمات أخرى تلتزم تعزيز التعليم والبحث في منطقة القطب الشمالي.
تأسّست الجامعة في 12 يونيو 2001، بقرار من مجلس القطب الشمالي وبالتزامن مع الذكرى العاشرة لعملية روفانييمي واستراتيجية حماية البيئة في القطب الشمالي.
الهدف العام لجامعة القطب الشمالي هو إنشاء منطقة قطبية شمالية قوية ومستدامة من خلال تمكين الشعوب الأصلية وغيرها من الشماليين من التعليم والتنقل والمعارف المشتركة.

## الأعضاء
تتألف الجامعة م180 منظمة، بما في ذلك 135 مؤسسة تعليمية في دول القطب الشمالي: كندا (43)، الدنمارك (13)، الولايات المتحدة (27)، فنلندا (18)، أيسلندا (10)، النرويج (17)، روسيا (55)، السويد (7).